# Los Baños
Los Baños (Lungsod Kalikasan at Agham ng Los Baños) är en kommun i Filippinerna. Kommunen ligger på ön Luzon, och tillhör provinsen Laguna. Folkmängden uppgår till 82 027 invånare.
Los Baños är indelat i 14 barangayer.

## Bildgalleri

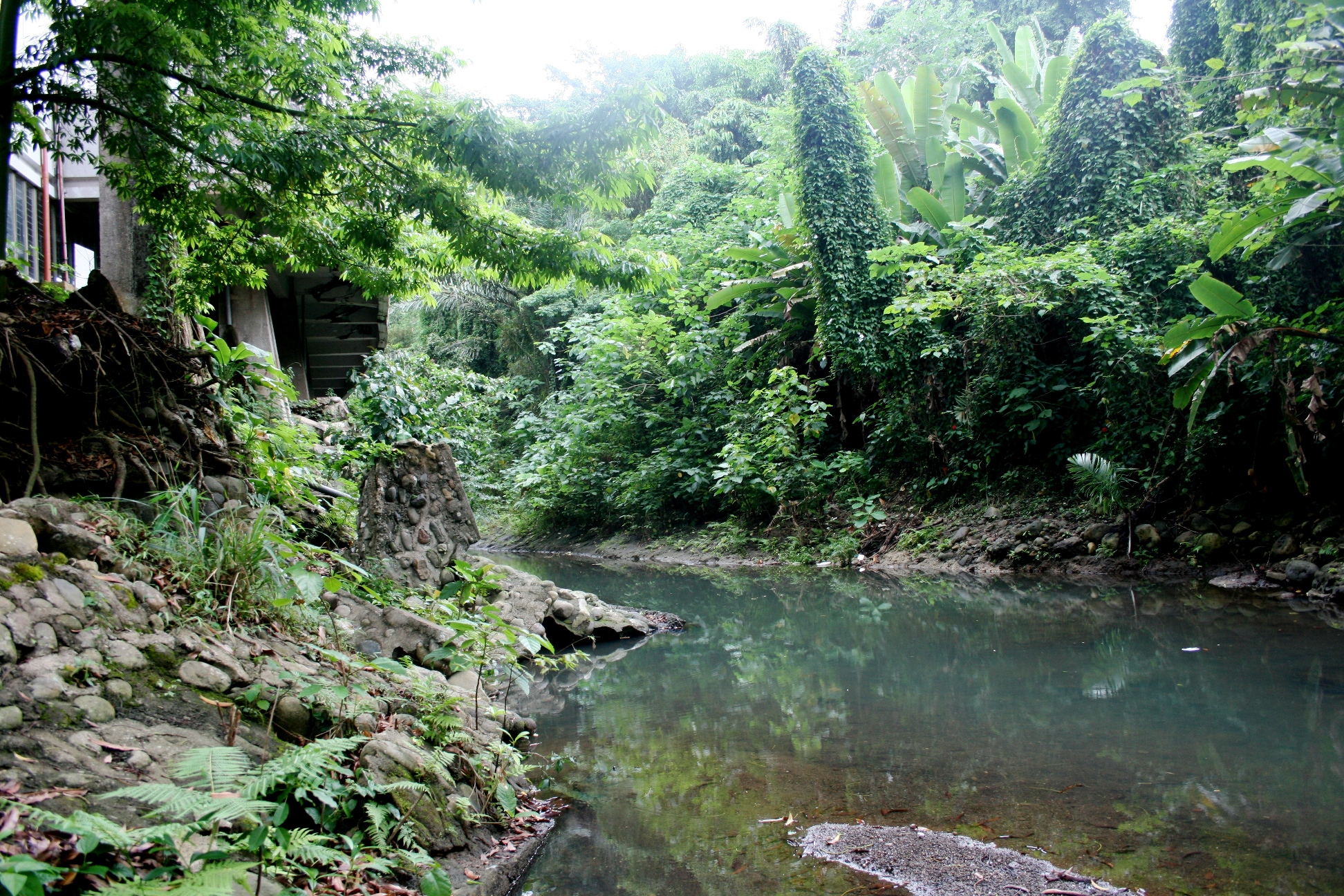
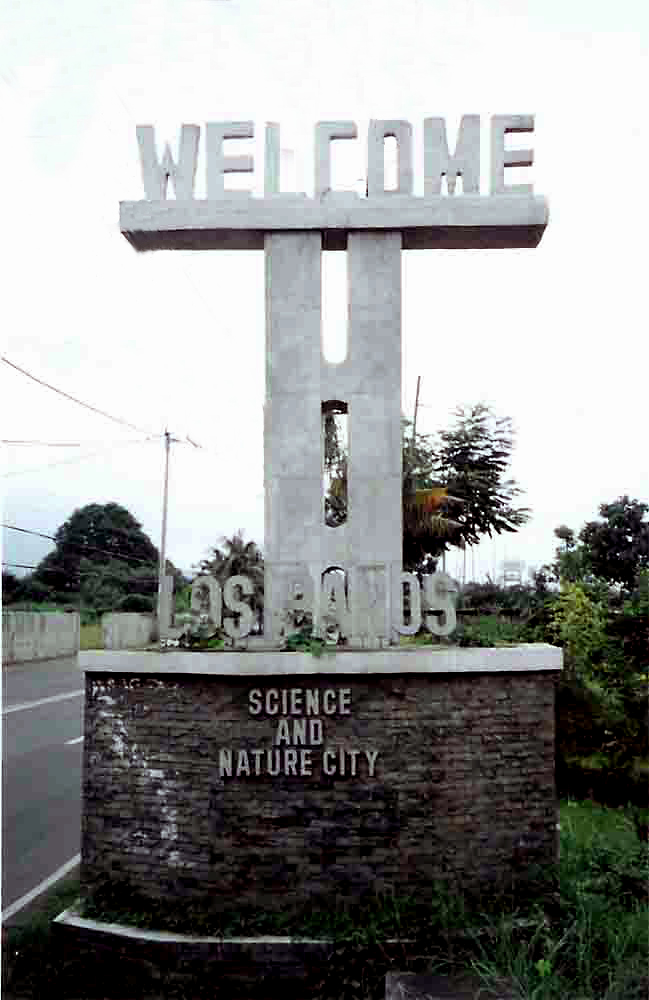